# Pa Daly

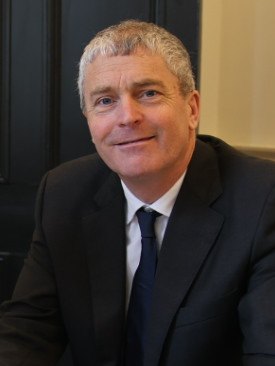
Pa Daly (2024)

Patrick Daly (genannt: Pa Daly, * 1969 oder 1970 in Tralee, County Kerry) ist ein irischer Politiker der Sinn Féin, der seit Februar 2020 Abgeordneter im Dáil Éireann ist.

## Leben
Daly wurde als Solicitor, d. h. als Rechtsberater, 1996 zugelassen. Er arbeitete zeitweise im US-Bundesstaat Georgia als Verteidiger. Er kehrte danach nach Irland, zunächst nach Dublin, zurück. Er öffnete schließlich seine Kanzlei in Tralee. 
2014 und 2019 wurde er in den Kerry County Council gewählt. 
Bei den Wahlen zum Dáil Éireann 2020 trat er als Kandidat der Sinn Féin im Wahlkreis Kerry an und wurde gewählt. Er konnte den Erfolg bei den Wahlen 2024 wiederholen.

## Privates
Pa Daly ist mit Mary Ross verheiratet, mit der er vier Kinder hat.